# Кокамидопропилбетаин
Кокамидопропил бетаин, англ. cocamidopropyl betaine, cocoamidopropyl betaine, CAPB, другое название — лаурамидопропилбетаин,  —  амфотерное поверхностно-активное вещество, входит в состав косметических средств. Может вызывать аллергическую реакцию.

## Физические свойства
Представляет собой прозрачную или слегка мутную жидкость желтоватого цвета со слабым характерным запахом с содержанием основного вещества 46–48 %.

## Применение
Используется в качестве усилителя пены в шампунях, также используется в косметике в качестве эмульгатора, загустителя, антистатика в кондиционерах для волос, проявляет антисептические свойства. Совместим с другими катионными, анионными и неионогенными поверхностно-активными веществами.

## Безопасность
CAPB является аллергеном.